# Jacob Cats

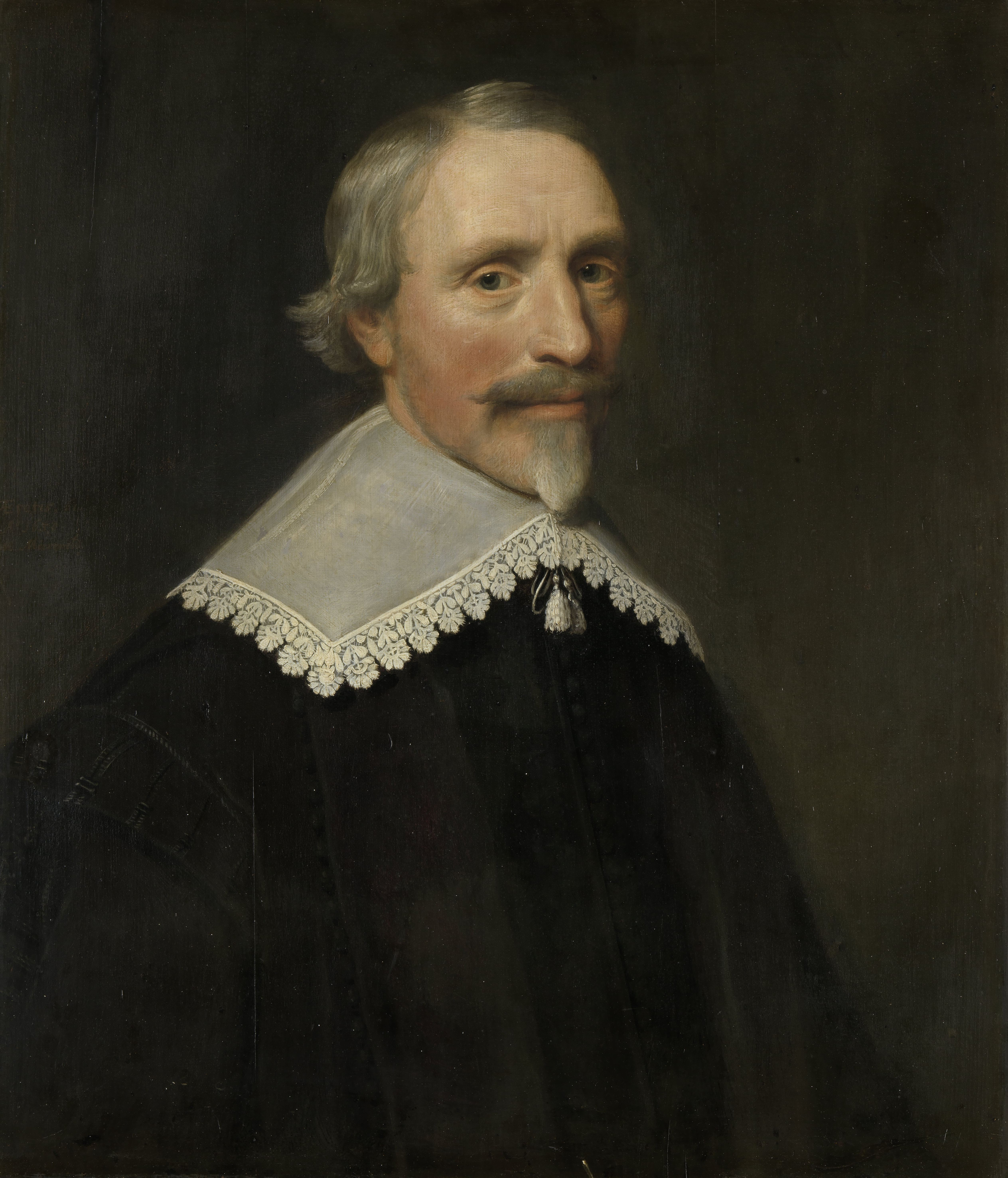
Porträt von Cats, gemalt von Michiel Jansz van Mierevelt.
Cats’ Unterschrift:

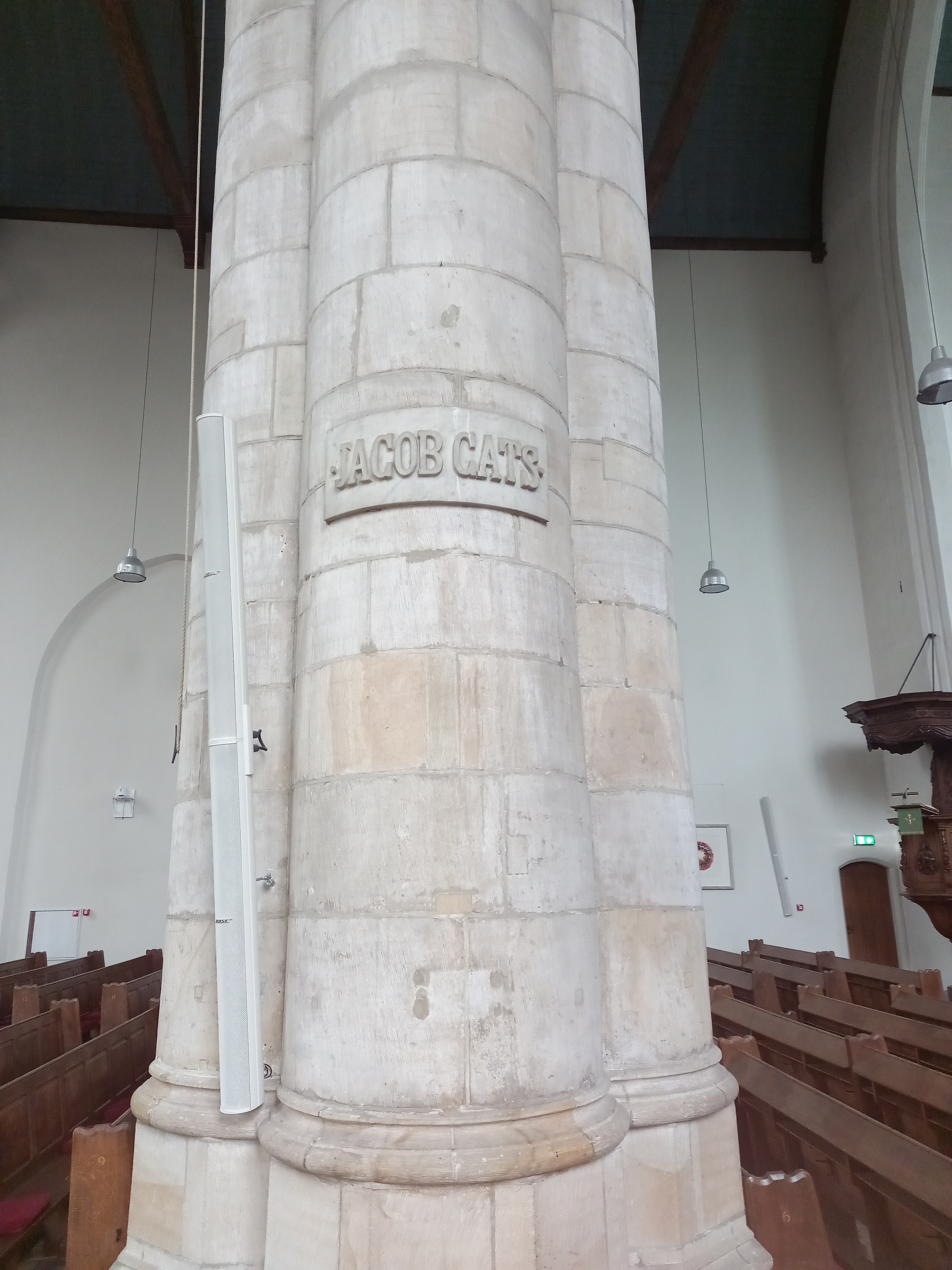
Das Grab von Jacob Cats in der Kloosterkerk (Den Haag)

Jacob Cats (* 10. November 1577 in Brouwershaven auf der Insel Schouwen-Duiveland; † 12. September 1660 in Den Haag) war ein niederländischer Dichter und Politiker.

## Politiker Cats
Nach seinem Studium der Rechte an der Universität Leiden und im französischen Orléans ließ er sich als Rechtsanwalt in Middelburg nieder, wo er 1605 Elisabeth van Valckenburgh heiratete. Während des Twaalfjarig Bestand – eines zwölfjährigen Waffenstillstands im Achtzigjährigen Krieg – machte sich Cats zusammen mit seinem Bruder Cornelis einen Namen, indem sie halfen, das Land trockenzulegen, welches während des Krieges durch Beschädigungen der Deiche überflutet war.
Danach erhielt Cats wichtige Ämter in der Verwaltung – erst in Middelburg, später in Dordrecht. 1636 wurde er zum raadpensionaris (Ratspensionär), dem höchsten Verwaltungsbeamten der Provinz Holland und West-Friesland berufen. Dieses Amt bekleidete er 15 Jahre lang, allerdings ohne ihm seinen Stempel aufzudrücken. Cats erwies sich als ein ziemlich farbloser Staatsmann. Während seiner Amtszeit übernahmen Andries Bicker und dessen Cousin Cornelis de Graeff die Führungsposition der republikanisch gesinnten holländischen Regenten. Bis zu seinem Tod blieb er in Sorghvliet, dem heutigen Catshuis in der Nähe von Den Haag.

## Dichter Cats

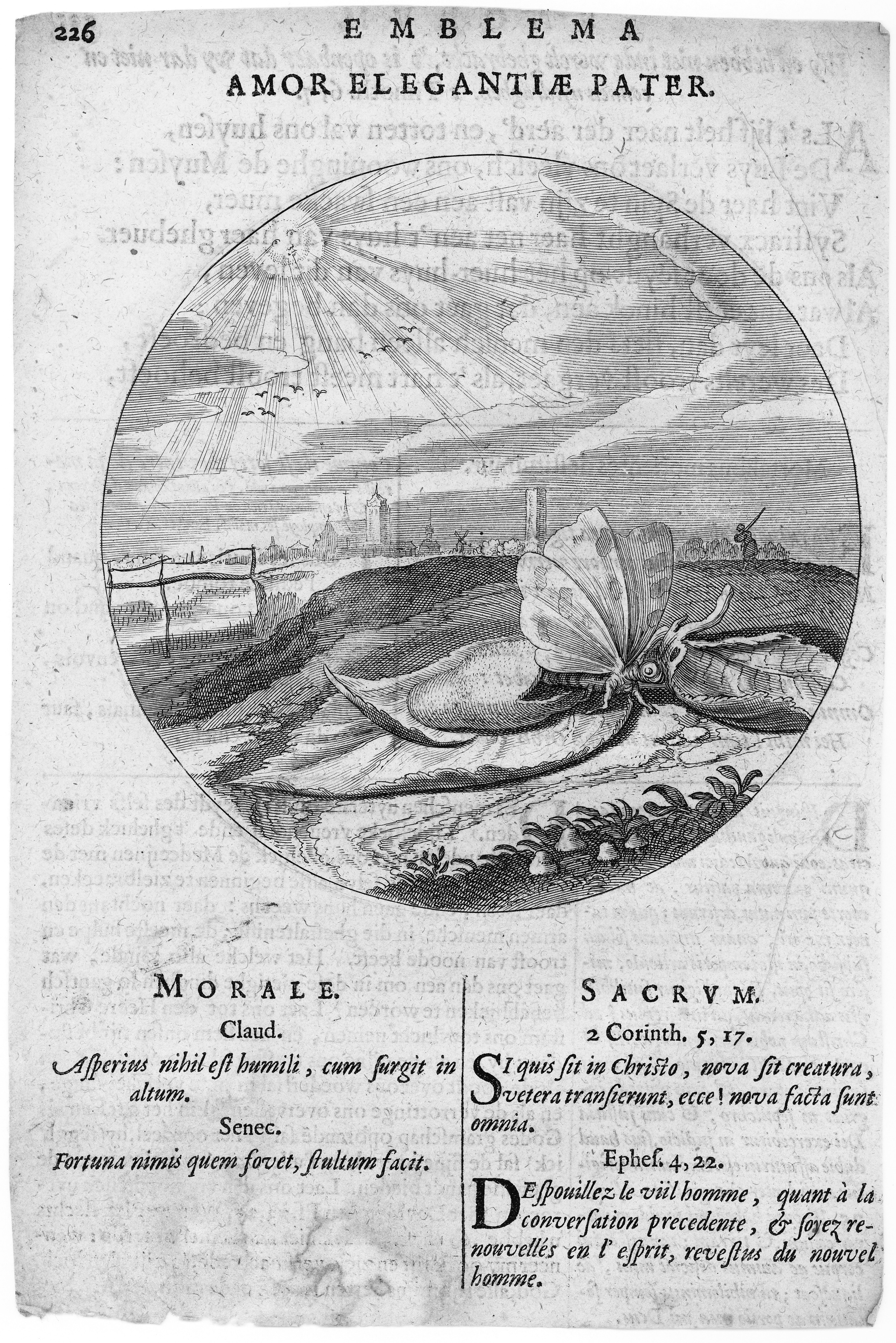
Emblem aus Cats’ Monita amoris virginei (1620)

Als Dichter genoss Cats große Popularität. Seine Frau beeinflusste seine moralische Einstellung tiefgreifend. Seine Texte wurden noch lange nach seinem Tod gerade von einfachen Leuten viel gelesen und tragen ohne Ausnahme moralisierenden Charakter. Cats’ Werk war von christlichen Normen und Werten durchdrungen. Viele Maler des 17. Jahrhunderts ließen sich durch Cats’ moralische Botschaften inspirieren. Auch in Deutschland erfreute er sich damals außerordentlicher Beliebtheit und wurde schon zu Lebzeiten von vielen Barockdichtern ins Deutsche übersetzt.
Noch heute werden in den Niederlanden manchmal Cats Reimsprüche zitiert. Einer davon lautet:
- Kinderen zijn hinderen – Kinder sind ein Ärgernis.

## Sonstiges
Von Cats stammt die älteste bekannte literarische Beschreibung und moralisierende Ausdeutung eines Fallbeiles, eines Vorläufers der französischen Guillotine. Sein Gedicht Op een vallende Byl, in eenige landen gebruykelyk („Auf ein fallendes Beil, in einigen Ländern gebräuchlich“), erschienen in der Sammlung Doodkiste (Sarg) von 1656, schildert die technische Einrichtung des von einem Draht oder einer Schnur gehaltenen Beils, das beim Durchtrennen der Schnur in den entblößten Nacken des über einen Block gebeugten Verurteilten niederfährt, und er knüpft an das Motiv der durchtrennten Schnur eine allgemeine Betrachtung der Sterblichkeit des Menschen, dessen Leben nur an einem Faden hängt (Het leven van de mens hangd maar aan eenen draat).

## Werke (Auswahl)
- Carmen in laudem doctissimi & eximij juvenis Iohannis Antonii Amstelrodamensis (1593)
- Ode epithalamia in nuptias nobilissimi iuvenis Galeni van-der-Laen ac generosae virginis Franciscae ab Hemstede (1595)
- Disputatio de actionibus, compilata quasi per Saturam ex. Tit. Inst. De Actionibus (1598)
- Self-stryt (1620)
- Monita Amoris Virginei, oder Maedchensplicht ofte Ampt der Jonck-Vrouwen in eerbaer liefden (1622), deutsche Ausgabe von ca. 1720: Neu-eröffnete Schule vor das noch ledige Frauenzimmer (Digitalisat)
- Houwelick (1625)
- Proteus of Minne-beelden verandert in Sinne-beelden (1627)
- Spiegel van den ouden ende nieuwen tijdt. Bestaende uyt spreeck-woorden ende sin-spreucken ... ('s-Gravenhage 1632); Neudruck Amsterdam 1968
- Trouringh (1637)
- Erste Werkausgabe: Alle de wercken van Jacob Cats (1655)
- Koningklyke herderinne, Aspasia (1655)
- Doodkiste voor den levendige (1656)
- Ouderdom, buytenleven en hofgedachten op Sorghvliet (1656)
- Twee- en tachtig-jarig leeven (1659)